# Costantino Foca
Costantino Foca in greco Κωνσταντῖνος Φωκᾶς? (... – 953/954) è stato un generale e nobile bizantino.

## Biografia
Costantino era il figlio minore di Barda Foca il Vecchio e di una donna sconosciuta del casato dei Maleinos, e fratello del generale e poi imperatore Niceforo II Foca e del generale Leone Foca il Giovane. Quando il padre fu nominato Domestikos tōn scholōn (comandante in capo dell'esercito bizantino) nel 945, Costantino fu nominato stratego (governatore militare) del thema di Seleukeia, al confine sud-orientale dell'Impero con il mondo musulmano.
Partecipò alle campagne del padre contro i musulmani e fu catturato dall'emiro hamdanide di Aleppo, Sayf al-Dawla, nella battaglia di Marash del 953. Costantino partecipò al successivo ingresso trionfale di Sayf al-Dawla ad Aleppo, ma presto si ammalò e morì (probabilmente all'inizio del 954). Alcune fonti bizantine sostengono che fu avvelenato da Sayf al-Dawla dopo aver rifiutato di convertirsi all'Islam, mentre le fonti arabe affermano che fu avvelenato da agenti bizantini dopo che Sayf al-Dawla rifiutò un enorme riscatto offerto da Barda Foca. Qualunque sia la verità, sembra che la morte di Costantino sia stata attribuita dai Bizantini a Sayf al-Dawla e che molti prigionieri arabi, tra cui alcuni parenti dell'emiro hamdanide, siano stati giustiziati  conseguentemente. Alcune fonti bizantine e arabe sostengono che ciò abbia portato al fallimento di un'ambasciata di pace inviata dai Bizantini nel giugno del 954 sotto la guida di Paolo Monomaco, ma gli studiosi moderni non sono di questo avviso.